# Francisco de Moraes Cabral
Francisco de Moraes Cabral (ou Francisco de Morais Cabral) (Bragança, 1500? - Lisboa  ou Évora,1572) foi um escritor português, autor da obra Palmeirim de Inglaterra, contribuiu para a difusão das novelas de cavalaria na língua portuguesa. Escreveu também outros trabalhos.

## Biografia
Conhece-se pouco sobre a vida de Francisco de Moraes. Sabe-se que em 1539 era «moço da câmara» do Cardeal Infante. Serviu como secretário pessoal de D. Francisco de Noronha, embaixador de D. João III de Portugal na corte de Francisco I da França , escrevendo durante as suas duas viagens a Paris (1540 e 1546), o livro de cavalarias Palmeirim de Inglaterra, um derivado do Amadis de Gaula, quarto da série dos Palmeirins, que teve bastante sucesso por toda Europa, particularmente na Inglaterra, sendo reimpressa várias vezes. 
Também foi autor de uma obra autobiográfica, "Desculpas de uns amores", que seria publicada postumamente em 1624, e outros trabalhos.